# Censo soviético de 1989
O censo soviético de 1989 foi o último e o mais abrangente censo tomado pela União das Repúblicas Socialistas Soviéticas.
Constatações
Registrou oficialmente a população da URSS em 286.171.000 habitantes, tornando-se assim o terceiro país mais populoso do mundo. Da população total, cerca de 51% vivia na República Socialista Federativa Soviética da Rússia, que fazia dela a mais populosa das repúblicas soviéticas. Ucrânia também abrigava uma grande quantidade da população soviética, enquanto o restante das repúblicas tinham menos de 10% da população soviética as ocupando .Cerca de 66% da população era urbana, um forte aumento a partir dos anos 70.
Referencia
- Union of Soviet Socialist Republics. Microsoft Encarta Encyclopedia. 2005.